# 稲川淳二 恐怖の屋敷
『稲川淳二 恐怖の屋敷』（いながわじゅんじ きょうふのやしき）は、1999年7月1日にヴィジットからPlayStation向けに発売されたサウンドノベル形式のアドベンチャーゲーム。語り手は稲川淳二。

## 概要
同社から発売された『大幽霊屋敷 〜浜村淳の実話怪談〜』（1998年）に続く、タレント出演型怪談ゲーム。
サウンドノベル形式で物語が進み、稲川の話す怪談を聞く。時折、怪談が書かれた文書を読まされる場合もあり、こちらは実話系ではなく完全な創作怪談となっている。
怪談は、聞かされるタイプのものはフルボイス、読むタイプのものはテキスト式になっており、どちらも途中に選択肢は登場しない。また、怪談を聞いた後にゲームをやめるかどうか選択肢が登場するが、「やめる」を選ぶとその場でゲームオーバーとなるため、実質1本道のゲームと思ってよい。1度聞いた怪談は別モードで再生可能。
また、2000年8月8日には同名のDVDがメディアファクトリーより発売されており、本作と収録されている怪談話が一部共通している。

## ストーリー
- 本作に収録されている怪談のタイトルを以下に記す。

1. 開けちゃいけない!
2. 脂ぎった顔
3. 押入の母親
4. 夢の中の女
5. リヤカーを掴む手
6. 操り人形※
7. スタジオの怪
8. 背負われた母親
9. サーファーの死
10. 死神※
11. ムジナ
12. 後部座席
13. ユキちゃん
14. 他人の顔※
15. 赤い半纏
16. 二階からの電話
17. 火葬場
18. 開かずの旅館
19. 拾った人形☆

※・・・テキスト表示による怪談
☆・・・ムービー再生あり

## スタッフ
- エグゼクティブ・プロデューサー：森本和伸 (VISIT)
- プロデューサー：大高紳吾 (VISIT)、加藤誠 (VISIT)
- ディレクター：赤城幸村 (BILLIKEN SOFT)
- 撮影・制作協力：衣川雅彦 (M'S COMPANY)
- 営業総統括：島村玄忠 (VISIT)
- プログラム：藤原宏行
- CG & ムービー：たぶ、馬
- シナリオ（読む怖い話）：石田一、犬飼六岐
- BGM：村田尚司
- SE：藤田靖明 (FIRST CIRCLE)

## 関連作品
- 大幽霊屋敷 〜浜村淳の実話怪談〜（1998年） - 本作と同じヴィジットから発売されたPlayStation用ゲームソフト。浜村淳が出演している。
- 稲川淳二 真夜中のタクシー（2000年） - 本作と同じヴィジットから発売されたPlayStation用ゲームソフト。稲川淳二が出演している。